# Motiongate
Koordinaten: 24° 55′ 16″ N, 55° 0′ 15″ O
Motiongate ist ein Freizeitpark in Dubai in den Vereinigten Arabischen Emiraten, der am 16. Dezember 2016 eröffnet wurde. Er wird von Parques Reunidos betrieben, die zahlreiche weitere Parks weltweit betreiben. Eigentümer des Parks sind die Dubai Parks and Resorts, zu denen auch die Parks Bollywood Parks Dubai und Legoland Dubai gehören.

## Achterbahnen
| Name                           | Typ                                                                                       | Hersteller                 | Eröffnungsjahr | Hinweise |
| ------------------------------ | ----------------------------------------------------------------------------------------- | -------------------------- | -------------- | --- |
| Capitol Bullet Train           | Launched Coaster                                                                          | Mack Rides                 | 2017           | Die Thematisierung der Bahn bezieht sich auf die Filmreihe Die Tribute von Panem. |
| Dragon Gliders                 | Spinning Coaster, Inverted Coaster, Powered Coaster, Indoorachterbahn, Familienachterbahn | Mack Rides                 | 2017           | Die Thematisierung der Bahn bezieht sich auf die Filmreihe Drachenzähmen leicht gemacht.                                                                                               |
| Green Hornet: High Speed Chase | Stahlachterbahn ohne Inversionen                                                          | Gerstlauer Amusement Rides | 2016           | Die Thematisierung der Bahn bezieht sich auf den Film The Green Hornet. |
| John Wick: Open Contract       | 4th-Dimension-Coaster                                                                     | S&S – Sansei Technologies  | 2022           | Die Thematisierung der Bahn bezieht sich auf die Filmreihe John Wick. Die Bahn hätte ursprünglich im geplanten Six Flags Dubai eröffnen sollen, der nie zu Ende errichtet wurde.       |
| Madagascar Mad Pursuit         | Launched Coaster, Indoorachterbahn                                                        | Gerstlauer Amusement Rides | 2017           | Die Thematisierung der Bahn bezieht sich auf den Film Madagascar 3: Flucht durch Europa.                                                                                               |
| Now You See Me: High Roller    | Spinning Coaster                                                                          | Maurer Rides               | 2022           | Die Thematisierung der Bahn bezieht sich auf die Filmreihe Die Unfassbaren. Die Bahn hätte ursprünglich im geplanten Six Flags Dubai eröffnen sollen, der nie zu Ende errichtet wurde. |
| Smurf Village Express          | Familienachterbahn                                                                        | Gerstlauer Amusement Rides | 2017           | Die Thematisierung der Bahn bezieht sich auf die Schlümpfe-Folge Les Schtroumpfs et le Cracoucass von 1968.                                                                            |